# آلفرد وبر
آلفرد وبر (انگلیسی: Alfred Weber؛ ۳۰ ژوئیهٔ ۱۸۶۸ – ۲ مهٔ ۱۹۵۸) یک جغرافیدان و اقتصاددان اهل آلمان بود.